# 安德烈斯·札琶提納斯
安德烈斯·札琶提納斯（英語：Andreas Zapatinas，1957年—）乃希臘籍汽車設計師，曾為義大利愛快羅密歐、日本富士重工業（今速霸陸）等車廠設計汽車。

## 生平
1957年出生於雅典，1982年進入美國加利福尼亞州帕薩迪納的艺术中心设计学院就讀，1986年畢業。1988年至1994年期間在飛雅特汽車公司工作，並擔任雙座敞篷車飛雅特Barchetta的外型首席設計師；同時他也參與飛雅特Coupé、愛快羅密歐145等車款的設計工作。
1994年他隨著克里斯·班格勒（Chris Bangle）跳槽至BMW汽車，4年後他成為愛快羅密歐設計部門（Alfa Romeo Centro Stile）主管，並主導愛快羅密歐147的外觀設計。2002年札琶提納斯進入富士重工業（今速霸陸）先進設計部，首部作品為速霸陸R2，接著是速霸陸Tribeca、速霸陸Impreza第二代小改款等。這些車款皆有梯形進氣壩的特徵，卻引發車迷兩極化的評價，有人甚至認為像是豬鼻子；此外，富士重工業也認為札琶提納斯先前已在其他車廠的車款上使用過類似的設計，於是2006年7月札琶提納斯離開該公司。2009年起，札琶提納斯開始和英國克里曼電梯公司（Kleemann Lifts）合作，負責設計電梯外型。2010年中國長安汽車延聘札琶提納斯，目前擔任長安歐洲中心的首席戰略設計師。

## 內部連結
- 速霸陸Legacy
- 速霸陸Tribeca

## 外部連結
- （英文）Andreas Zapatinas appointed as head of Subaru Advanced Design